# Kościół Pojednania w Wieszczętach
Kościół Pojednania w Wieszczętach – kościół ewangelicko-augsburski w Wieszczętach, w województwie śląskim w Polsce. Należy do parafii ewangelicko-augsburskiej w Wieszczętach-Kowalach.

## Historia
W 1912 r. w Skoczowie odbyło się posiedzenie gminy szkolno-cmentarnej Kowale-Bielowicko, w którym podjęto decyzję o konieczności budowy kaplicy położonej przy cmentarzu ewangelickim działającym w Bielowicku. Jednak w związku z jego niekorzystnym położeniem, zdecydowano się na zakupienie miejsca pod nowy cmentarz na granicy Wieszcząt i Kowali, gdzie miała zostać wybudowana kaplica.
Działka została zakupiona w 1913 r., wtedy też przystąpiono do budowy kaplicy. Prace ukończono trzy lata później, a uroczystość poświęcenia nekropolii i kaplicy odbyła się 22 czerwca 1916 r.
Na wieży kaplicy zawieszono początkowo jeden dzwon wypożyczony z Jaworza. 18 września 1932 r. poświęcono dwa nowe dzwony, które zostały zakupione ze składek parafian. W 1938 r. zawieszono kolejny, największy dzwon o wadze 400 kg, poświęcony 7 sierpnia tego samego roku. Wszystkie dzwony zostały skonfiskowane na cele wojenne 20 kwietnia 1942 r.
Świątynia została wysadzona w powietrze w nocy z 28 na 29 marca 1945 r. przez wojska niemieckie podczas ich wycofania się. Kaplicę odbudowano w 1949 r. i ponownego jej poświęcenia dokonano 11 września 1949 r.
Dom katechetyczny położony w pobliżu kaplicy został wzniesiony w latach 1981–1983.
W 1983 r. do kaplicy przeniesiono organy z Kościoła Zmartwychwstania Pańskiego w Jasienicy, wybudowane na przełomie lat 30. i 40. XX wieku i pochodzące z kaplicy położonej w domu parafialnym w Opawie. Po remoncie organy poświęcono 11 września 1988 r.
1 lipca 1992 r. z połączenia części terenów parafii w Skoczowie i Jaworzu utworzono nową parafię ewangelicko-augsburską w Wieszczętach-Kowalach. W dniu 9 maja 1994 r. kaplica, dzięki staraniom rady parafialnej, została podniesiona do rangi kościoła na mocy decyzji Konsystorza.